# Callitrichia glabriceps
Callitrichia glabriceps là một loài nhện trong họ Linyphiidae.
Loài này thuộc chi Callitrichia. Callitrichia glabriceps được Herman Theodor Holm miêu tả năm 1962.